# Gội gân đỏ
Gội gân đỏ (danh pháp khoa học: Aglaia rufinervis) là một loài thực vật thuộc họ Meliaceae. Loài này có ở Brunei, Indonesia, Malaysia, Singapore, và Thái Lan.